# Бофорт, Томас, герцог Эксетер
Томас Бофорт (англ. Thomas Beaufort; январь 1377 — 27 декабря 1426) — 1-й граф Дорсет с 1411 года, 1-й герцог Эксетер с 1416 года, граф д’Аркур с 1419 года, канцлер Англии в 1410—1412 годах, адмирал Севера в 1403—1404 годах, адмирал Севера и Запада в 1408—1414 годах, адмирал Англии, Ирландии, Аквитании и Пикардии с 1414 года, лейтенант герцогства Аквитания в 1413—1415 годах, кавалер ордена Подвязки с 1400 год, английский военачальник Столетней войны, младший из трёх незаконнорождённых сыновей Джона Гонта, герцога Ланкастера, и Екатерины Суинфорд. Томас, как и все Бофорты, был легитимизирован в 1397 году указом короля Ричарда II, подтверждённого парламентом, в 1407 году это решение было подтверждено королём Генрихом IV, единокровным братом Томаса.
После легитимизации Томас вошёл в состав двора короля Ричарда II, получив от него ряд замков. Кроме того, он женился на наследнице замка замок Хорнби. В 1399 году Томас перешёл на сторону свергнувшего Ричарда II Генриха IV, получив от него ряд должностей. Он занимался защитой морских путей, став сначала адмиралом Севера, затем — адмиралом Севера и Запада, а в 1414 году для него была создана должность адмирала Англии, Ирландии и Аквитании. В Англии Томас в 1404—1407 годах участвовал в противодействии восстанию Оуайна Глиндура, командуя гарнизонами ряда валлийских замков, а в 1405 году был одним из командующих английской армии во время подавления восстания североанглийской знати. Во время болезни Генриха IV в 1410—1412 годах Томас занимал пост канцлера Англии.
После возобновления Столетней войны в 1415 году Томас принимал в ней активное участие. Он был одним из самых решительных и надёжных командующих своего племянника, короля Генриха V. После смерти Генриха V Томас до самой смерти входил в состав регентского совета при малолетнем короле Генрихе VI, будучи его опекуном.

## Происхождение
Томас происходил из побочной ветви английского королевского дома Плантагенетов, получившей прозвание Бофорты. Основание этому роду положили четверо детей, родившихся во время многолетней любовной связи между Джоном Гонтом и Кэтрин (Екатериной) Суинфорд. Джон Гонт был третьим из выживших сыновей английского короля Эдуарда III от брака с Филиппой де Эно. Он получил обширные владения в Англии, часть из которых унаследовал благодаря браку с Бланкой Ланкастерской, а с 1361 года носил титул герцога Ланкастерского. В этом браке родился его единственный выживший сын Генри Болингброк, который в 1399 году сверг короля Ричарда II и сам стал королём под именем Генрих IV, основав королевскую династию Ланкастеров. В последние годы правления Эдуарда III Гонт был стюардом королевского двора и фактическим правителем Англии.
Кэтрин Суинфорд (при рождении — Кэтрин де Роэ) была дочерью рыцаря из Эно Пейна (Жиля) де Роэ. Его точное происхождение неизвестно. Существует предание о том, что он был потомком сеньоров Рё — могущественного рода из Эно, происхождение которого прослеживалось до Каролингов. Однако, по мнению историка Элисон Уэйр, подобное происхождение отца Кэтрин сомнительно: хронист Жан Фруассар, который сам был из Эно, скорее всего, был прекрасно осведомлён о происхождении предков Кэтрин, но не указывает на её знатность. Скорее всего, если она и находилась в родстве с сеньорами Рё (на что может указывать имя её отца, Жиль, полученное им при крещении и достаточно распространённое среди сеньоров Рё), то в лучшем случае происходила из младшей линии рода. Возможно, что Жиль де Роэ (больше известный по своему прозвищу Пейн, или Паон) был сыном Жана де Роэ. Он имел владения в Эно и получил рыцарское звание, однако был не очень богат. В Англию он перебрался после женитьбы Эдуарда III на Филиппе де Эно. О матери Кэтрин, жене Пейна, известно мало, но не исключено, что она была родственницей графов Эно. По мнению Уэйр, именно это может объяснить тот факт, что королева Филиппа покровительствовала как самому Пейну, так и его детям.
У Пэйна известно как минимум четверо детей: сын Уолтер и 3 дочери, Филиппа, Элизабет и Кэтрин. Последняя состояла на службе у герцогини Бланки Ланкастерской, первой жены Джона Гонта. Около 1362 года она вышла замуж за Хью Суинфорда, арендатора Джона Гонта, в этом браке родились сын и дочь. В 1368 году, после смерти герцогини Бланки, Кэтрин стала гувернанткой дочерей Гонта. Точно не установлено, когда она стала любовницей Гонта. Впервые официально об этом было сообщено в ноябре 1371 года, после смерти мужа Кэтрин. Хотя к тому моменту Гонт женился второй раз на Констанции Кастильской, но это не мешало ему встречаться с любовницей. Между 1373 и 1379 годами Кэтрин, которая продолжала официально оставаться гувернанткой законнорождённых дочерей Гонта, родила четверых детей: сыновей Джона, Генри и Томаса, а также дочь Джоан.

### Молодые годы
Томас родился в январе 1377 года. Он был самым младшим из трёх братьев Бофортов. Он воспитывался в доме своего отца, Джона Гонта, получая от него разные ренты. Однако никаких земельных владений Томас в этот период не получил.
В 1394 году умерла вторая жена Джона Гонта, после чего он решил жениться на своей многолетней любовнице Екатерине Суинфорд. Кроме чувств, которые он питал к своей многолетней любовнице, скорее всего, он таким образом желал ещё и легитимизировать своих детей. Сам брак был заключён 13 января 1396 года. Он вызвал тревогу при королевском дворе и всеобщее неодобрение, ибо его посчитали мезальянсом. При этом у герцогской четы не было какого-то документа, дозволяющего брак — только устное разрешение папы, поэтому возникали опасения, что брак может быть оспорен и аннулирован. Поэтому герцог написал папе, прося дать апостольское дозволение. 1 сентября 1396 года папа своей буллой объявил брак герцога действительным. Кроме того, он легитимизировал их рождённых до брака детей — Бофортов. Это известие, судя по источникам, добралось в Англию не позже 7 октября.
В январе 1397 года в Вестминстере собрался английский парламент, на котором Эдмунд Стаффорд, епископ Эксетера, обратился к членам церкви и заявил от имени короля, что папа римский узаконил детей герцога Ланкастерского, родившихся от связи с Екатериной Суинфорд, и зачитал хартию Ричарда II, в которой указывалось, что Бофорты «наделены от природы великой честностью в жизни и поведении, рождены от королевской крови и божественным даром украшены многими добродетелями». Далее оговаривалось, что они теперь «имеют право приобретать любое поместье, занимать любую должность или наследовать любой титул, как если бы они были рождены в законном браке». В итоге после завершения 12 февраля работы парламента незаконнорождённость Бофортов была отменена не только по каноническому, но и по общему праву, и ни один англичанин не мог оспорить решение папы или парламента. Теперь они становились полноправными членами королевской семьи.
Поскольку теперь Томас имел те же права, что и другие законнорождённые потомки Эдуарда III, ему было позволено носить разделённый на 4 части герб короля Англии — щит, где на 1 и 4 четверти располагался герб королей Франции (так называемый France ancien), а на 2 и 3 четверти — герб Плантагенетов; щит бы опоясан каймой из серебра и лазури — сегментированной границы ланкастерских синего и белого цветов. В отличие от старшего брата, он разместил на кайме синего горностая.
Вскоре после легитимизации король передал Томасу замок Акр. 6 июня 1397 года Бофорт был пожизненно назначен королевским рыцарем с ежегодной рентой в 100 марок. 8 ноября того же года Томас, который тогда был ещё несовершеннолетним (ему было около 20 лет), обручился с четырнадцатилетней Маргарет Невилл, дочерью покойного сэра Томаса Невилла из Хорнби в Ланкашире, вассала своего отца. Предполагалось, что после смерти деда, сэра Роберта Невилла из Хорби, он получит по праву жены поместье Хорнби, что обеспечит ему стабильный источник дохода. Однако в итоге тот дожил до 1413 года, когда Томас уже стал достаточно богат и ему не особо требовался замок Хорнби.
В июле 1397 года Томас вошёл в состав двора короля Ричарда II, получив от него в сентябре 1398 года замок Райзинг, конфискованный у изгнанного из Англии Томаса Моубрея, герцога Норфолка.

### Политическая и военная карьера
В 1399 году Томас перешёл на сторону своего единокровного брата, Генри Болингброка, ставшего королём Англии под именем «Генрих IV». В дальнейшем он стал активным защитником Ланкастерской династии. В награду за верность новый король стал выдвигать Бофортов на разные должности. 24 марта 1400 года Томасу было пожаловано поместье Эшфорд в Дербишире, а месяц спустя стал рыцарем ордена Подвязки, заняв место одного из мятежников. Членство в ордене не давало какого-то дохода, поэтому для его увеличения ему были переданы владения недавно умершего сэра Болдуина де Фревиля. В том же году Томас вместе со старшим братом Джоном, графом Сомерсетом, принял участие в королевском военном походе в Шотландию, во время которого были сожжены «города, деревни и замки, не оставив ничего, кроме религиозных домов и церквей». Однако шотландская армия не стала вступать в сражение с превосходящими силами англичан, после чего те вынуждены были вернуться домой. Для похода граф Сомерсет взял с собой 39 латников и 160 лучников, Томас же, будучи пока только рыцарем, смог взять всего 5 латников и 24 лучника.
В 1402 году король назначил Томаса констеблем замка Ладлоу. Вероятно, он вместе с принцем Уэльским Генри (будущим королём Генрихом V) участвовал в битве при Шрусбери, а в 1404—1407 годах служил принцу во время самой ожесточённой фазе восстания Оуайна Глиндура, когда Томас командовал гарнизонами замков Кармартен, Кардиган, Ньюкасл-Эмлин и Вигмор. Во время восстания знати в Северной Англии в 1405 году Томас был одним из командующих королевской армией, а 8 июня отвечал за обеспечение казни архиепископа Йоркского Ричарда Скрупа и графа Норфолка Томаса Моубрея.
Другой задачей Томаса в этот период стала защита морских путей. В ноябре 1403 года он был назначен адмиралом Севера. Летом 1404 года Томас в течение 13 недель занимался патрулированием Па-де-Кале, чтобы препятствовать морской блокаде Кале флотом графа де Сен-Поля. В 1408 году он был назначен адмиралом Севера и Запада. В этой должности он в 1410—1411 годах боролся против каперских операций Джона Прендергаста и Уильяма Лонга, которые угрожали заключённому с Фландрией перемирию. Этим он укрепил свою позицию в качестве сторонника пробургундской политики, которую проводил принц Уэльский Генри и Бофорты.
9 февраля 1407 года Генрих IV подтвердил легитимизацию Бофортов, однако специально оговорил, что они не имеют права наследования английского престола. В том же году король назначил Томаса капитаном Кале.
31 января 1410 года принц Генрих, старший сын и наследник серьёзно заболевшего короля Генриха IV, правивший Англией во время болезни отца, назначил Томаса Бофорта канцлером вместо архиепископа Томаса Арундела. Дж. Харрис полагает, что первоначально эту должность планировалось отдать его старшему брату — епископу Генри Бофорту, однако эта кандидатура не устраивала короля, поэтому в качестве замены был выбран младший Бофорт. Однако Томас был в первую очередь военным, поэтому эта должность плохо сочеталась с его характером, и он продолжал активно участвовать в морских операциях, базой для которых был Бишопс-Линн. В 1411 году Томас просил об отставке, но ему было отказано. Именно младший Бофорт 5 декабря 1411 года открывал заседание парламента.
5 июля 1411 года Томас получил титул графа Дорсета. После того как король пришёл в себя, он разгневался и на сына, и на единокровных братьев из-за произошедших перестановок. В итоге 5 января 1412 года Томас покинул пост канцлера, на котором его вновь сменил архиепископ Арундел. Однако он сохранил расположение короля, который 3 марта 1412 года назначил его пожизненно адмиралом Англии, Ирландии, Аквитании и Пикардии.
В том же 1412 году Томас отправился в Аквитанию в составе армии под командованием второго сына Генриха IV — Томаса Ланкастера, герцога Кларенса, чтобы обеспечить оттуда поддержку армии Арманьяков.

### Столетняя война
После того как в 1413 году умер Генрих IV, его наследник, ставший королём под именем Генрих V, назначил Томаса в марте 1413 года лейтенантом Аквитании. Однако уже в июле 1441 года тот был отозван в Англию, чтобы принять участие в планируемом военном походе во Францию.
В начале 1415 года Томас возглавил посольство во Францию, которое предъявило королю внушительный перечень невыполнимых требований, включая претензию на французскую корону и огромные земельные притязания. Французы на подобные требования согласиться не смогли, а их предложение об уступках Томас отверг, после чего вернулся в Англию, доложив о результатах. Генрих V использовал отказ французов как повод для возобновления Столетней войны. Вторжение армии Генриха V на территорию Франции началось летом, в походе принял участие и Томас. 22 июня он принял капитуляцию Арфлёра, был назначен капитаном города и остался в нём с 1200 воинов. Король же отправился дальше.
28 февраля 1416 года Томас был сделан лейтенантом Нормандии. 11—13 марта армия под его командованием в битве при Вальмоне разгромила превосходящую её по численности французскую армию под командованием графа Арманьяка, при этом сам Томас был ранен. А 18 ноября он получил титул герцога Эксетера.
В 1417 году Томас вернулся в Англию и принял участие в походе против шотландцев, осадивших Роксбург. В результате Томасу удалось снять осаду.
В мае 1418 года Томас снова вернулся в Нормандию с подкреплением в 16 тысяч человек. Он осадил и взял Эврё, но не смог захватить Иври. 1 июля король, который начал раздавать своим приближённым завоёванные земли, даровал Томасу титул графа Аркура. В июле Томас осадил Руан, осада продолжалась до 19 января 1419 года. После сдачи города Генрих V назначил капитаном Руана Томаса. После этого король послал Томаса на прибрежные города. 31 января тот захватил Монтивилье, затем ему сдались Фекан, Дьеп и Э, а в апреле он осадил Шато-Гайяр, который сдался 23 сентября.
Весной 1420 года Томас был отправлен для переговоров о соглашении с французами, итогом которых стал договор в Труа 21 мая 1420 года. Осенью того же года Томас осаждал Мелён.
После того как Генрих V отбыл в Англию, Томас остался во Франции вместе с герцогом Кларенсом, назначенным командующим англичанами. Но 22 марта 1421 года англичане были разбиты в битве при Боже, причём герцог Кларенс погиб, а Томас попал в плен. Позже его выкупили из плена, после чего летом Томас с армией отправился для освобождения Кона.

### Последние годы
31 августа 1422 умер Генрих V, и Томас был назначен опекуном малолетнего короля Генриха VI. 21 сентября Томас вернулся в Англию, где принял участие в похоронах Генриха V. Он вошёл в состав регентского совета, который возглавлял Хамфри, герцог Глостер, младший брат покойного короля. Также он был назначен юстициарием Северного Уэльса.
Томас умер 27 декабря 1426 года в маноре Восточный Гринвич в Кенте. Его единственный сын умер ребёнком, поэтому все его владения были включены в состав короны. Похоронили тело Томаса по его завещанию в аббатстве Бери-Сент-Эдмендс в Саффолке.

## Брак и дети
Жена: ранее 15 февраля 1404 Маргарет Невилл (1377/1383 — 1413/1426), дочь Томаса Невилла из Хорнби и Джоан Фёрниволл. Дети:
- Генри Бофорт (умер ребёнком)[22].